# Курісоо (природний заповідник)
Природний заповідник Ку́рісоо (ест. Kurisoo looduskaitseala) — природоохоронна територія в Естонії, у волості Ярва повіту Ярвамаа.

## Основні дані
KKR-код: KLO1000188
Загальна площа — 47,4 га.
Заповідник утворений 11 серпня 2005 року.

## Розташування
Природоохоронний об'єкт розташовується на землях, що належать селам Курісоо, Орґметса, Агула.
Територія заповідника збігається з природною областю Курісоо (Kurisoo loodusala), що включена до Європейської екологічної мережі Natura 2000.

## Мета створення
Метою створення заповідника є збереження 2 типів природних оселищ:
| Код   | Тип оселища                                                     | Площа, га |
| ----- | --------------------------------------------------------------- | --------- |
| 9010* | Західна тайга                                                   | 8         |
| 9050  | Феноскандійські ліси з Picea abies і багатим трав'яним покривом | 38        |

На території заповідника охороняються геологічно цінні карстові форми, вид грибів болетопсіс біло-чорний (Boletopsis leucomelaena), що належить до II охоронної категорії (Закон Естонії про охорону природи), а також трав'яниста рослина зозульки Фукса (Dactylorhiza fuchsii), III категорія.

## Зони природного заповідника
| Назва   | Назва        | Тип                                          | Площа, га | Категорія МСОП | Координати                                                           |
| ------- | ------------ | -------------------------------------------- | --------- | -------------- | -------------------------------------------------------------------- |
| Курісоо | Kurisoo pv.  | зона з обмеженим режимом природокористування | 29,6      | VI             | 59°7′31″ пн. ш. 25°46′6″ сх. д. / 59.12528° пн. ш. 25.76833° сх. д.  |
| Курісоо | Kurisoo skv. | зона цільової охорони                        | 17,9      | IV             | 59°7′36″ пн. ш. 25°46′12″ сх. д. / 59.12667° пн. ш. 25.77000° сх. д. |